# FIFA-Beachsoccer-Weltmeisterschaft 2009
Die FIFA-Beachsoccer-Weltmeisterschaft 2009 ist die fünfte Austragung des Weltmeisterschaftsturniers für Männer im Beachsoccer, welche von der FIFA organisiert wurde. Zum zweiten Mal nach 2008 (Frankreich) wurde sie nicht in Brasilien, sondern in den Vereinigten Arabischen Emiraten ausgetragen. Alle 32 Spiele fanden vom 16. bis 22. November in Dubai statt.

## Teilnehmer
Für die Endrunde qualifizierten sich letztlich folgende 16 Nationalmannschaften aus den jeweiligen Kontinentalverbänden:
| 5 aus Europa                               | Italien         | Russland   | Portugal | Spanien |
|                                            | Schweiz         |            |          |         |
| 3 aus Südamerika                           | Argentinien     | Brasilien  | Uruguay  |         |
| 2 aus Nord-, Mittelamerika und der Karibik | El Salvador     | Costa Rica |          |         |
| 2 aus Afrika                               | Elfenbeinküste  | Nigeria    |          |         |
| 3 aus Asien                                | VA Emirate (GG) | Japan      | Bahrain  |         |
| 1 aus Ozeanien                             | Salomonen       |            |          |         |

## Modus
In der Gruppenphase gab es vier Gruppen mit je vier Mannschaften, die jeweils gegeneinander spielten, wobei drei Punkte für einen Sieg, zwei Punkte für einen Sieg nach Verlängerung oder Penaltyschießen sowie keine Punkte für eine Niederlage vergeben wurden. Bei Punktgleichheit entschied der direkte Vergleich. Nach der Gruppenphase wurde das Turnier im K.-o.-System fortgesetzt.

## Vorrunde

### Gruppe A
| Rang | Land       | Tore  | Differenz | Punkte |
| ---- | ---------- | ----- | --------- | ------ |
| 1    | Uruguay    | 12:8  | +4        | 6      |
| 2    | Portugal   | 14:8  | +6        | 6      |
| 3    | VA Emirate | 12:12 | 0         | 3      |
| 4    | Salomonen  | 9:19  | −10       | 3      |

|              |   |            |     |
| 16. November |   |            |     |
| Uruguay      | – | Salomonen  | 6:7 |
| VA Emirate   | – | Portugal   | 5:7 |
| 17. November |   |            |     |
| Portugal     | – | Uruguay    | 1:2 |
| Salomonen    | – | VA Emirate | 1:7 |
| 18. November |   |            |     |
| Portugal     | – | Salomonen  | 6:1 |
| VA Emirate   | – | Uruguay    | 0:4 |

### Gruppe B
| Rang | Land           | Tore  | Differenz | Punkte |
| ---- | -------------- | ----- | --------- | ------ |
| 1    | Japan          | 15:9  | +6        | 8      |
| 2    | Spanien        | 21:14 | +7        | 6      |
| 3    | Elfenbeinküste | 15:18 | −3        | 3      |
| 4    | El Salvador    | 11:21 | −7        | 0      |

|                |   |                |                      |
| 16. November   |   |                |                      |
| Elfenbeinküste | – | El Salvador    | 7:6                  |
| Spanien        | – | Japan          | 5:5 n. V., 2:3 i. E. |
| 17. November   |   |                |                      |
| Japan          | – | Elfenbeinküste | 3:2                  |
| El Salvador    | – | Spanien        | 3:7                  |
| 18. November   |   |                |                      |
| Spanien        | – | Elfenbeinküste | 9:6                  |
| Japan          | – | El Salvador    | 7:2                  |

### Gruppe C
| Rang | Land        | Tore | Differenz | Punkte |
| ---- | ----------- | ---- | --------- | ------ |
| 1    | Russland    | 11:5 | +6        | 6      |
| 2    | Italien     | 7:6  | +1        | 5      |
| 3    | Argentinien | 11:6 | +5        | 5      |
| 4    | Costa Rica  | 2:14 | −12       | 0      |

|              |   |             |                      |
| 16. November |   |             |                      |
| Argentinien  | – | Italien     | 2:3 n. V.            |
| Russland     | – | Costa Rica  | 5:1                  |
| 17. November |   |             |                      |
| Costa Rica   | – | Argentinien | 0:6                  |
| Italien      | – | Russland    | 1:3                  |
| 18. November |   |             |                      |
| Costa Rica   | – | Italien     | 1:3                  |
| Russland     | – | Argentinien | 3:3 n. V., 3:4 i. E. |

### Gruppe D
| Rang | Land      | Tore  | Differenz | Punkte |
| ---- | --------- | ----- | --------- | ------ |
| 1    | Brasilien | 23:8  | +15       | 9      |
| 2    | Schweiz   | 15:11 | +4        | 6      |
| 3    | Nigeria   | 16:20 | −11       | 3      |
| 4    | Bahrain   | 8:23  | −15       | 0      |

|              |   |           |      |
| 16. November |   |           |      |
| Schweiz      | – | Bahrain   | 6:5  |
| Brasilien    | – | Nigeria   | 11:5 |
| 17. November |   |           |      |
| Nigeria      | – | Schweiz   | 2:7  |
| Bahrain      | – | Brasilien | 1:8  |
| 18. November |   |           |      |
| Nigeria      | – | Bahrain   | 9:2  |
| Brasilien    | – | Schweiz   | 4:2  |

## Finalrunde

### Viertelfinale
|           |   |          |     |
| Japan     | – | Portugal | 1:2 |
| Russland  | – | Schweiz  | 2:4 |
| Brasilien | – | Italien  | 6:4 |
| Uruguay   | – | Spanien  | 3:2 |

### Halbfinale
|          |   |           |     |
| Schweiz  | – | Uruguay   | 7:4 |
| Portugal | – | Brasilien | 2:8 |

### Spiel um Platz 3
|          |   |         |      |
| Portugal | – | Uruguay | 14:7 |

Das Spiel um den dritten Platz führte zu zwei Rekorden. Es ist das torreichste Spiel bei einer FIFA-Beachsoccer-Weltmeisterschaft. Des Weiteren schoss Portugals Käpitan Madjer sieben Tore. So viele Tore gelangen noch keinem Spieler in einem einzigen Spiel.

### Finale
|           |   |         |      |
| Brasilien | – | Schweiz | 10:5 |

## Auszeichnungen
- adidas Goldener Ball:  Dejan Stanković
- adidas Goldener Torschütze:  Dejan Stanković (16 Tore)
- adidas Goldener Handschuh:  Mão
- FIFA Fairplay-Auszeichnung:  Japan und  Russland